# Daniele Balestri
Daniele Balestri  (né le 8 mai 1978 à Pontedera dans la province de Pise en Toscane) est un ancien coureur cycliste italien.

## Palmarès
- 1995
  - Trofeo Tosco-Umbro
- 2000
  - 6e étape du Tour des régions italiennes
  - Gran Premio Città di Monsummano
  - Circuit de Cesa
- 2001
  - Gran Premio Inda
  - 3e de la Coppa Caivano
- 2004
  - Tour du Finistère